# Eduardo Vergara
Eduardo Javier Vergara Bolbarán (Rancagua, 13 de julio de 1979) es un politólogo y político chileno, miembro del Partido por la Democracia (PPD). Se desempeñó como coordinador nacional de la «División de Prevención y Seguridad en Eventos Masivos» durante el segundo gobierno de la presidenta Michelle Bachelet, cargo que dejó en 2015 para asumir como jefe de la «División de Seguridad Pública» y asesor en dicha materia en la Subsecretaría del Interior. Entre marzo de 2022 y noviembre de 2024 se desempeñó como subsecretario de Prevención del Delito de su país bajo el gobierno del presidente Gabriel Boric.
Fundó la ONG «Asuntos del Sur» y el «Observatorio Latinoamericano de Políticas de Drogas y Seguridad Humana».

## Familia y estudios
Nació en la comuna chilena de Rancagua el 13 de julio de 1979, hijo de Eduardo Javier Vergara Cabas y María Luz Bolbarán Gómez. Realizó sus estudios primarios y secundarios en el Instituto O'Higgins de Rancagua, continuando los superiores en la carrera de ciencia política en la Universidad de Portland, Estados Unidos, y luego cursó un máster en asuntos públicos en el Instituto de Estudios Políticos de París (Sciences Po), Francia. Asimismo, efectuó un máster en política en la Universidad Estatal de California, y cursó estudios avanzados en política de drogas y narcotráfico de CEU Budapest y Oxford Analítica.

## Trayectoria profesional
Ha ejercido su profesión en el sector público y privado, participando en procesos de desarmes en Sarajevo, capital de Bosnia y Herzegovina. También se ha desempeñado como profesor, realizando clases en la Universidad de los Mártires, de Uganda.
Por otra parte, es editor y coautor del libro Chile y las Drogas y coautor de De la represión a la regulación: Propuestas para reformar las políticas de drogas, además ha escrito numerosas publicaciones en revistas, jornales académicos y publicaciones indexadas.
Entre otras actividades, durante su trayectoria ha presentado propuestas sobre políticas seguridad frente al Congreso de México, la Organización de Estados Americanos (OEA), la Unión de Naciones Suramericanas (UNASUR), el Parlamento Europeo, la Comisión Europea, universidades de los Estados Unidos y de Europa, donde «ha enfatizado la relación entre desigualdad, género y seguridad». También es miembro del Observatorio de Crimen Organizado para América Latina y el Caribe.
Bajo el segundo gobierno de Michelle Bachelet, trabajó en el Ministerio del Interior y Seguridad Pública, siendo entre 2014 y 2015, coordinador nacional de la División de Prevención y Seguridad en Eventos Masivos, y entre 2015 y 2018, jefe de la —actualmente extinta— División de Seguridad Pública (DSP) y asesor en seguridad pública de la Subsecretaría del Interior. Tras el fin del gobierno en 2018, se mudó a la comuna de Pichilemu, y al año siguiente, asumió como director ejecutivo de la Fundación Chile 21, donde conformó la red de municipios más grande en materia de prevención y seguridad.

## Trayectoria política
Políticamente, en 2010 fue uno de los miembros fundadores del Partido Progresista (PRO), liderado por el exdiputado socialista Marco Enríquez-Ominami, actuó como vicepresidente del Tribunal Supremo (TS) provisional de esa colectividad. Además, fue director ejecutivo de la Fundación Progresa, think tank del partido. En 2013, abandonó su militancia en el mismo, pasando a integrar las filas del Partido por la Democracia (PPD) y participando en su representación en las elecciones parlamentarias de ese año como candidato a diputado por el distrito n.º 32, sin resultar electo. Para las elecciones parlamentarias de 2017 postuló nuevamente, pero por el distrito n.º 5, sin tampoco obtener el escaño diputacional.
En febrero de 2022 fue designado por el entonces presidente electo Gabriel Boric, como titular de la Subsecretaría de Prevención del Delito, función que asumió el 11 de marzo de dicho año, con el inicio formal de la administración.

## Historial electoral

### Elecciones parlamentarias de 2013
- Elecciones parlamentarias de 2013, candidato a diputado por el distrito 32 (Rancagua)[9]

### Elecciones parlamentarias de 2017
- Elecciones parlamentarias de 2017, candidato a diputado por el distrito 15 (Codegua, Coinco, Coltauco, Doñihue, Graneros, Machalí, Malloa, Mostazal, Olivar, Quinta de Tilcoco, Rancagua, Rengo y Requínoa)[10]